# Fuwa, Gifu
Fuwa (不破郡 (Bất Phá quận) Fuwa-gun) là một quận nằm trong Gifu, Nhật Bản.

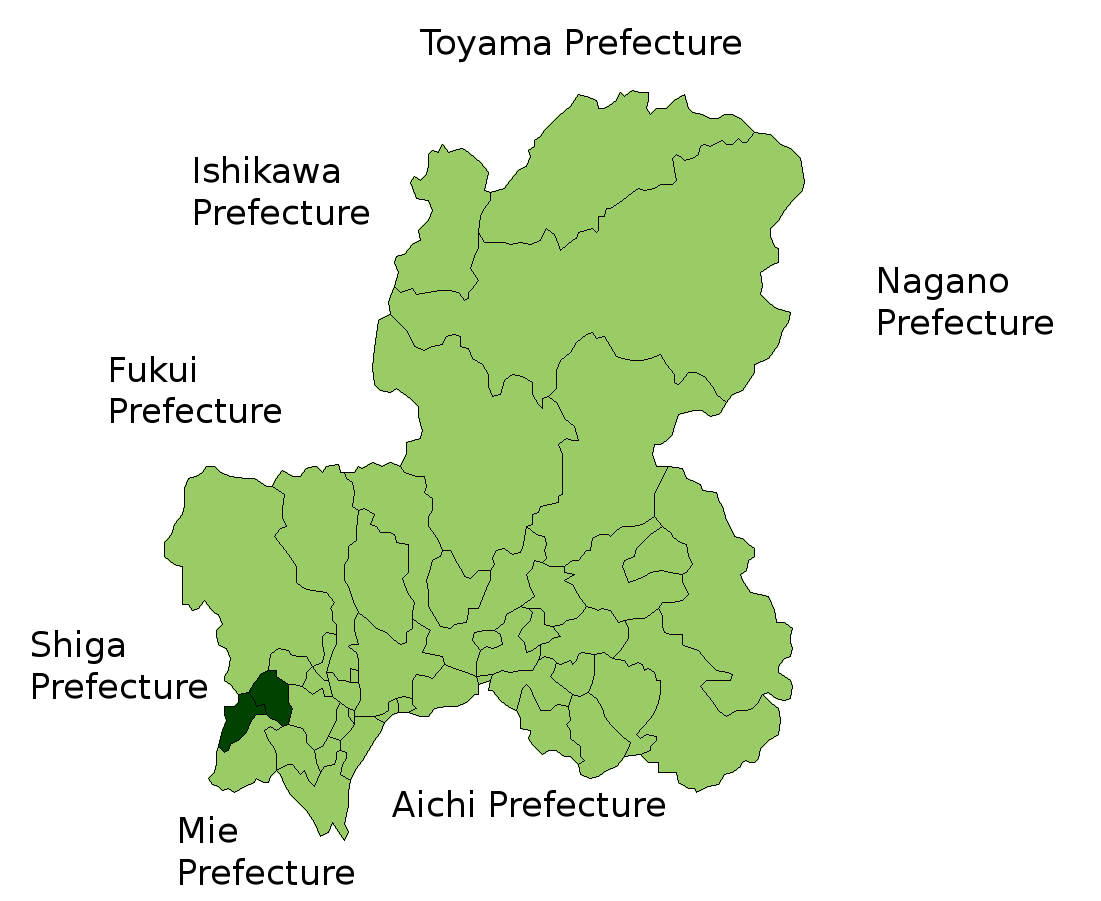
Vị trí của quận Fuwa trong tỉnh Gifu.

Tại thời điểm tháng 7 năm 2011, quận này có dân số ước tính khoảng 36.426 người và mật độ dân số khoảng 344 người trên km². Tổng diện tích là 106.43 km².

## Thị xã và làng
- Sekigahara
- Tarui